# TE5型柴油机车
TE5型柴油机车（俄语：ТЭ5）是苏联铁路的柴油机车车型之一，由位于乌克兰的馬雷舍夫工廠设计制造。
1948年，馬雷舍夫工廠在TE1型柴油机车的基础上，试制了两台TE5型柴油机车（TE5-20-031、TE5-20-032），这种机车主要为苏联北部地区设计，能够在恶劣气候环境中使用。TE5型机车的技术性能和TE1型机车相同，但车体结构和设备布置方式有较大变化。车体中部以棚式车体结构取代了原来的罩式车体，为安置在内的柴油发电机组提供更好的保护。为了使机车在寒冷环境下正常工作，机车设置了采暖锅炉，为动力室和司机室供热。
TE5型机车出厂后，首先配属莫斯科铁路局莫斯科客运机务段投入运用。1948年末至1949年初，TE5型机车在北方铁路局尼扬多马机务段进行冬季运行试验。后来由于TE1型机车停产，TE5型机车在试制了两台原型车后并未投入批量生产。

## 参看
- TE1型柴油机车
- TE2型柴油机车